# Witold Przykucki
Witold Kazimierz Przykucki (ur. 4 marca 1907 w Poznaniu, zm. 14 maja 1940 tamże) – polski piłkarz, pomocnik.

## Kariera piłkarska

### Kariera klubowa
Był ligowym piłkarzem Warty Poznań. W jej barwach w 1929 roku został mistrzem Polski.

### Kariera reprezentacyjna
W reprezentacji Polski wystąpił tylko raz, w rozegranym 27 października 1928 roku spotkaniu z Czechosłowacją, które Polska przegrała 2:3.

#### Mecze w reprezentacji Polski w kadrze A
| L.p. | Data                 | Miejsce          | Miejsce | Gospodarz      | Wynik | Gość   | Rodzaj rozgrywek | Uwagi             | Źródło |
| L.p. | Data                 | Stadion          | Miasto  | Gospodarz      | Wynik | Gość   | Rodzaj rozgrywek | Uwagi             | Źródło |
| ---- | -------------------- | ---------------- | ------- | -------------- | ----- | ------ | ---------------- | ----------------- | ------ |
| 1    | 27 października 1928 | Letenský stadion | Praga   | Czechosłowacja | 3:2   | Polska | Mecz towarzyski  | grał od 76 minuty | [ 4 ]  |